# Славко Пејак
Славко Пејак (Крш, код Госпића, 13. јул 1919 — Београд, 25. децембар 1992) био је учесник Народноослободилачке борбе, пуковник ЈНА и народни херој Југославије.

## Биографија
Рођен је 13. јула 1919. године у селу Кршу, код Госпића, у службеничкој породици. У родном селу је завршио основну школу. Приватно је учио гимназију, и положио шест разреда у Госпићу. Убрзо се укључио у револуционарни омладински покрет и по задатку КПЈ деловао је политички у соколском друштву у селу. У Комунистичку партију Југославије (КПЈ) је примљен 1939. године. Војни рок служио је у Бањој Луци и Оточцу, где га је затекао Априлски рат. Иако су га усташе у време капитулације Југословенске војске ухапсиле, успео је да побегне и да се врати у своје село.

### Народноослободилачка борба
После окупације земље и стварања Независне Државе Хрватске (НДХ), радио је на организовању устанка у Косињу. Након почетка устанка, био је постављен за политичког комесара Косињске чете. Учествовао је у првим оружаним акцијама у овом крају: паљење пилане у Косињу, рушење железничке пруге код Јањца и у борбама на Љубову и око Коренице. Да би се дошло до санитетског материјала потребног за рањенике, Славко је, по наређењу Штаба групе за Лику, на челу отписаних од 10 пробраних бораца, почетком 1942, освојио утврђену кућу на периферији Коренице, а затим заузео и болницу, када је убијено и заробљено око 70 италијанских војника. У то време, усташке власти су га уцениле на 500.000 куна. Кратко време био је политички комесар чете у батаљону „Огњен Прица“, и истакао се у борбама приликом заузимања Плитвичких језера. Затим је био политички комесар Далматинске чете у батаљону „Божидар Аџија“. Надаље је учествовао у борбама за Шкаре, Дољане, Подум, Брлог, Кутерево и Красно, у првој половини 1942. године.
Када је у Четвртом личком партизанском одреду формиран Косињски батаљон „Матија Губец“, Славко је био постављен за његовог политичког комесара. У то време био је изабран и за члана Котарског комитета КПХ за котар Перушић. Посебно се истакао 13. септембра 1942. у нападу око 4.600 Италијана и 250 усташа на батаљон „Матија Губец" у Косињу (Крш), иако је тада био рањен, остао је у борби; иако је остао без команданта и још неколико руководилаца, батаљон је под Пејаковом командом чврстом одбраном и повременим противнападима одбио напад скоро 50 пута јачег непријатеља, и нанео му губитке од око 460 избачених из строја. И кад је исход борбе већ био решен, Славко је од експлозије авионске бомбе био тешко рањен. Обавештење о овој борби донео је и билтен Врховног штаба НОВ и ПОЈ за септембар, октобар и новембар 1942; радио-станица „Слободна Југославија“ учеснике у овој борби истакла је за пример.
После дугог лечења у Централној војној болници у Бијелим Потоцима, на Пљешевици, био је постављен за политичког комесара те болнице. Маја 1943, Окружни комитет КПХ за Лику упутио га је за политичког комесара и партијског руководиоца Команде Првог личког подручја, а у јесен те године Главни штаб Хрватске поставио га је за политичког комесара Официрске школе за везу НОВ Хрватске у чину мајора НОВЈ. По одлуци ЦК КПХ, Славко је у јесен 1944. отишао у Славонију за руководиоца политодела Дванаесте славонске дивније, а кад је Политодел укинут, почетком 1945, постао је партијски руководилац те дивизије. Док се налазио у Славонији, био је изабран за члана Окружног НОО-а за Лику. Као последица рањавања, непосредно пред крај рата здравље му се нагло погоршало, због чега је из Славоније авионом пребачен у болницу у Београд, где је дочекао крај рата.

### Послератни период
После рата, остао је у професионалној војној служби. Био је начелник одељења у Инвалидској управи ЈА, инструктор у Политичкој управи ЈА, начелник Кадровског одељења, политички инструктор и члан Опуномоћства ЦК КПЈ за Београдску војну област и начелник Контролне комисије ЦК КПЈ Сарајевске војне области. Извесно време радио је у Контролној комисији Централног комитета Комунистичке партије Југославије и у Кабинету Врховног команданта ЈНА. Завршио је двогодишњу Вишу партијску школу „Ђуро Ђаковић“ у Београду. Пензионисан је у чину пуковника ЈНА, 1954. године. И пре и после пензионисања био је активан друштвено-политички радник. Посебно се ангажовао у раду инвалидских организација и организација СУБНОР-а у Београду.
У браку са Живком Пејак (1929—2013), имао је двојицу синова — Душана, доктора неуропсихијатрије и Владимира, генерал-мајора Војске Југославије (ВЈ).
Преминуо је 25. децембра 1992. године у Београду и сахрањен је у Алеји народних хероја на Новом гробљу.
Носилац је Партизанске споменице 1941. и осталих југословенских одликовања, међу којима су — Орден заслуга за народ са сребрним зрацима, Орден братства и јединства са сребрним венцем, Орден партизанске звезде са пушкама и Орден за храброст. Орденом народног хероја одликован је 27. новембра 1953. године.